# Corina Gericke
Corina Gericke (* 1963 in Hildesheim) ist eine deutsche Tierrechtlerin.

## Leben
Corina Gericke wurde 1963 in Hildesheim geboren. Nach ihrer Ausbildung zur Medizinisch-technischen Assistentin studierte sie zunächst in Hannover Tiermedizin. Im Kurs 'Zoologie für Tiermediziner' verweigerte sie die dort obligatorischen Tiersektionen und wechselte an die Justus-Liebig-Universität Gießen. 1994 erhielt sie ihre Approbation als Tierärztin und promovierte zum Dr. med. vet. über das Tierschutzgesetz, bevor sie 3 Jahre (bis 1998) als Tierärztin in England arbeitete.
Corina Gericke ist seit 1984 aktive Tierversuchsgegnerin und Tierrechtlerin. Sie war 1988 Mitgründerin von SATIS, der Studentischen Arbeitsgruppe gegen Tiermissbrauch im Studium, und später jahrelang im Vorstand des Vereins. Sie setzt sich unter anderem dafür ein, dass in der Tierrechtsbewegung und in der Öffentlichkeit die Wissenschaftskritik in der Argumentation gegen Tierversuche stärker berücksichtigt werden.
Von 1999 bis 2007 war Gericke Fachreferentin beim Bundesverband Menschen für Tierrechte – Bundesverband der Tierversuchsgegner e.V.. Von 2001 bis 2011 war sie als Wissenschaftliche Mitarbeiterin bei Ärzte gegen Tierversuche e.V. tätig. Seit 2011 ist sie stellvertretende Vorsitzende bei Ärzte gegen Tierversuche.

## Veröffentlichungen
- Über Leichen zum Examen? Tierversuche im Studium. Ein Diskussions- und Arbeitsbuch. Timona-Verlag, Bochum 1993; 2., überarbeitete Auflage 1996, ISBN 3-928781-31-6.
- SATIS-Studie 1995. Erfassung des Tierverbrauchs und des Einsatzes von Alternativmethoden im Studium an deutschen Hochschulen. Timona-Verlag, Bochum 1996, ISBN 3-928781-30-8.
- Tätigkeit einer Veterinärbehörde des Landes Hessen auf dem Gebiet des Tierschutzes primär im ländlichen Bereich – Konsequenzen für den Gesetzgeber. 1998 (Dissertation, Universität Gießen, 1998).
- Was Sie schon immer über Tierversuche wissen wollten: Ein Blick hinter die Kulissen. Echo Verlag, Göttingen 2005; 2., vollständig neu bearbeitete und aktualisierte Auflage 2011, ISBN 978-3-926914-53-8.